# Mary Collins
Mary Collins, PC (* 26. September 1940 in Vancouver, British Columbia) ist eine Politikerin der Progressiv-konservativen Partei Kanadas, der unter anderem zwischen 1984 und 1993 Mitglied des Unterhauses von Kanada sowie zeitweise Ministerin war.

## Leben
Mary Collins absolvierte ein grundständiges Studium, das sie mit einem Bachelor of Arts (B.A.) beendete. Im Anschluss war sie als Unternehmerin tätig. Am 4. September 1984 wurde sie als Kandidatin der Progressiv-konservativen Partei Kanadas erstmals zum Mitglied des Unterhauses von Kanada gewählt und vertrat in diesem bis zu ihrer Wahlniederlage am 25. Oktober 1993 den in British Columbia gelegenen Wahlkreis Capilano beziehungsweise zuletzt den Wahlkreis Capilano-Howe Sound. Zu Beginn ihrer Parlamentszugehörigkeit war sie vom 5. November 1984 bis zum 28. August 1986 sowohl stellvertretende Vorsitzende des Ständigen Ausschusses für Schätzungen als stellvertretende Vorsitzende des Ständigen Ausschusses für Konsumenten- und Unternehmensangelegenheiten, ehe sie zwischen September 1986 und Oktober 1988 Vorsitzende des Ständigen Ausschusses für Konsumenten- und Unternehmensangelegenheiten war. Am 30. Januar 1989 wurde sie Mitglied des Kanadischen Kronrates.
Danach war Mary Collins vom 30. September 1989 bis zum 3. Januar 1993 Beigeordnete Verteidigungsministerin im 24. Kabinett von Premierminister Brian Mulroney. Zugleich fungierte sie zwischen dem 23. Februar 1990 und dem 3. November 1993 als verantwortliche Ministerin für den Status von Frauen sowie vom 4. Januar 1993 bis zum 24. Juni 1993 als Ministerin für wirtschaftliche Diversifikation des Westens. Daneben war sie vom 4. Januar bis 24. Juni 1993 auch Staatsministerin für Umwelt. Im darauf folgenden 25. Kabinett von Premierministerin Kim Campbell bekleidete sie vom 25. Juni bis zum 3. November 1993 das Amt der Ministerin für nationale Gesundheit und Wohlfahrt sowie als Ministerin für den Amateursport.